# Chiesa di San Ranieri e dei Santi Quaranta Martiri Pisani
La chiesa di San Ranieri e dei Santi Quaranta Martiri Pisani alla Guilla è una chiesa di Palermo, situata in piazza Quaranta Martiri alla Guilla, nel quartiere Monte di Pietà.

## Storia
Il luogo di culto dedicato a San Ranieri è stato costruito dalle famiglie pisane insediatesi a Palermo sin dalla conquista normanna. All'epoca della riedificazione, la Nazione Pisana è costituita da cittadini alfei residenti a Palermo dove esercitano attività di scambi e commercio.
- 1605, La comunità pisana è costretta ad abbandonare il primitivo luogo di culto costruito presso "Porta San Giorgio" per consentire la costruzione della Chiesa di Santa Cita. Nel nuovo edificio della Guilla, provenienti dalla primitiva costruzione, sono trasferiti: i quadri, l'immagine del Santissimo Crocifisso, le campane e vari reperti marmorei. Sul piccolo campanile è sistemata la vecchia campana e nel pavimento del presbiterio è collocata la pietra tombale già usata nella chiesa alla Cala.
- 1725, Effettuati lavori di restauro e incaricato il pittore di origine fiamminga Guglielmo Borremans di decorare l'interno della chiesa. Oggi, questi affreschi risultano in pessimo stato di conservazione.

## Facciata
Inserito fra paraste il portale classico chiuso dal timpano arcuato e spezzato con stemma intermedio raffigurante l'insegna con la croce della Repubblica di Pisa a ricordare la Confraternita della Nazione Pisana.
Il secondo ordine architettonico dalle sobrie linee tardo rinascimentali, presenta due finestre ad edicola sovrastate da timpano a lunetta. Completano due edicole votive inserite nella facciata con le raffigurazioni dell Mater Dolorosa e del Cuore di Gesù. La prospettiva si chiude con frontone triangolare e una sopraelevazione piatta recante una croce in posizione centrale.
Sulla controfacciata nel quadrone sopra l'ingresso è raffigurato l'episodio di Iolo e la missione presso i Tartari. Sul cartiglio si legge: "Guglielmus Borremans Antuerpiensis pinxit" ("Guglielmo Borremans da Anversa dipinse") con cui il pittore fiammingo dichiarava la paternità degli affreschi.

## Navata

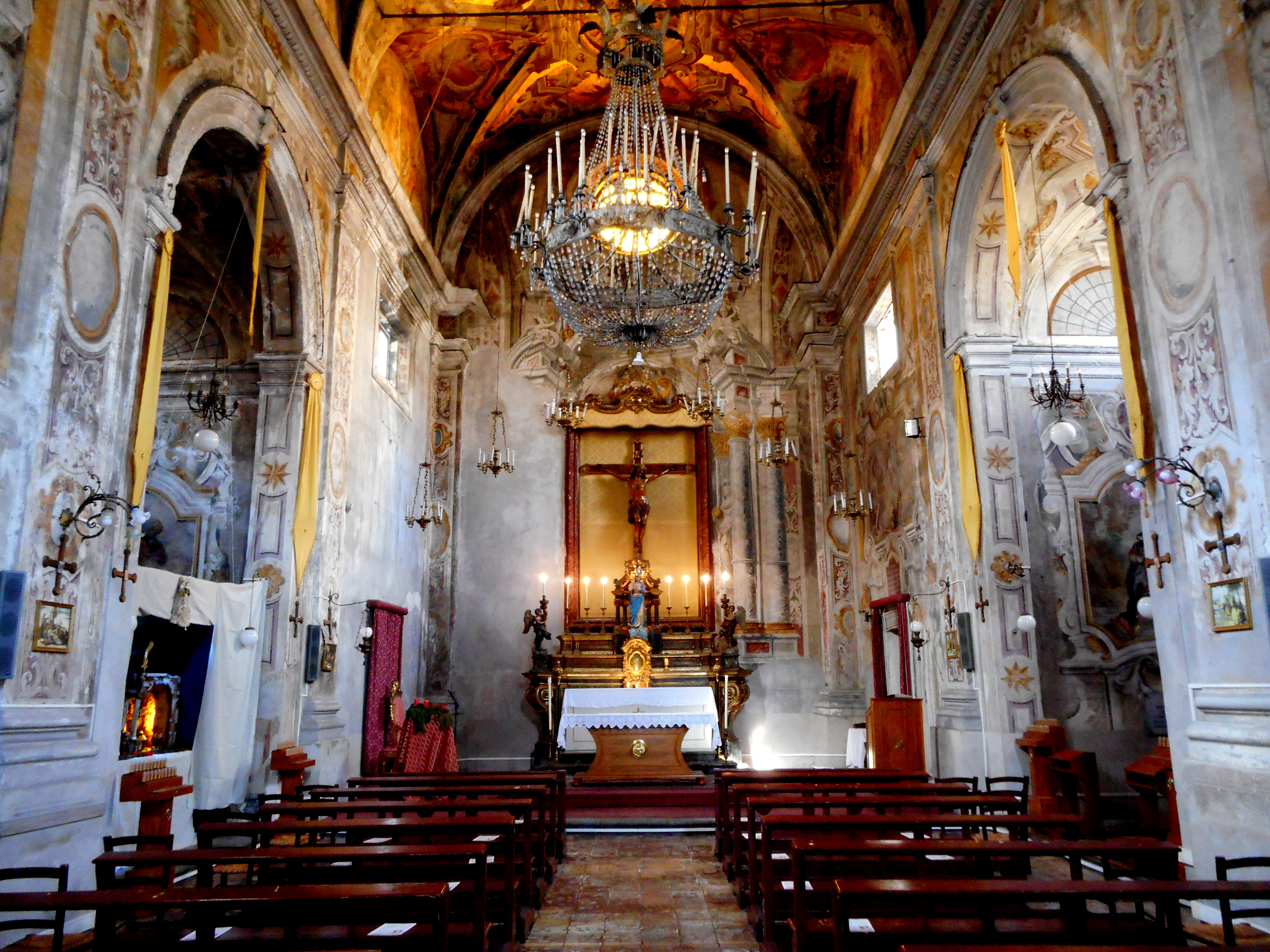
Navata.

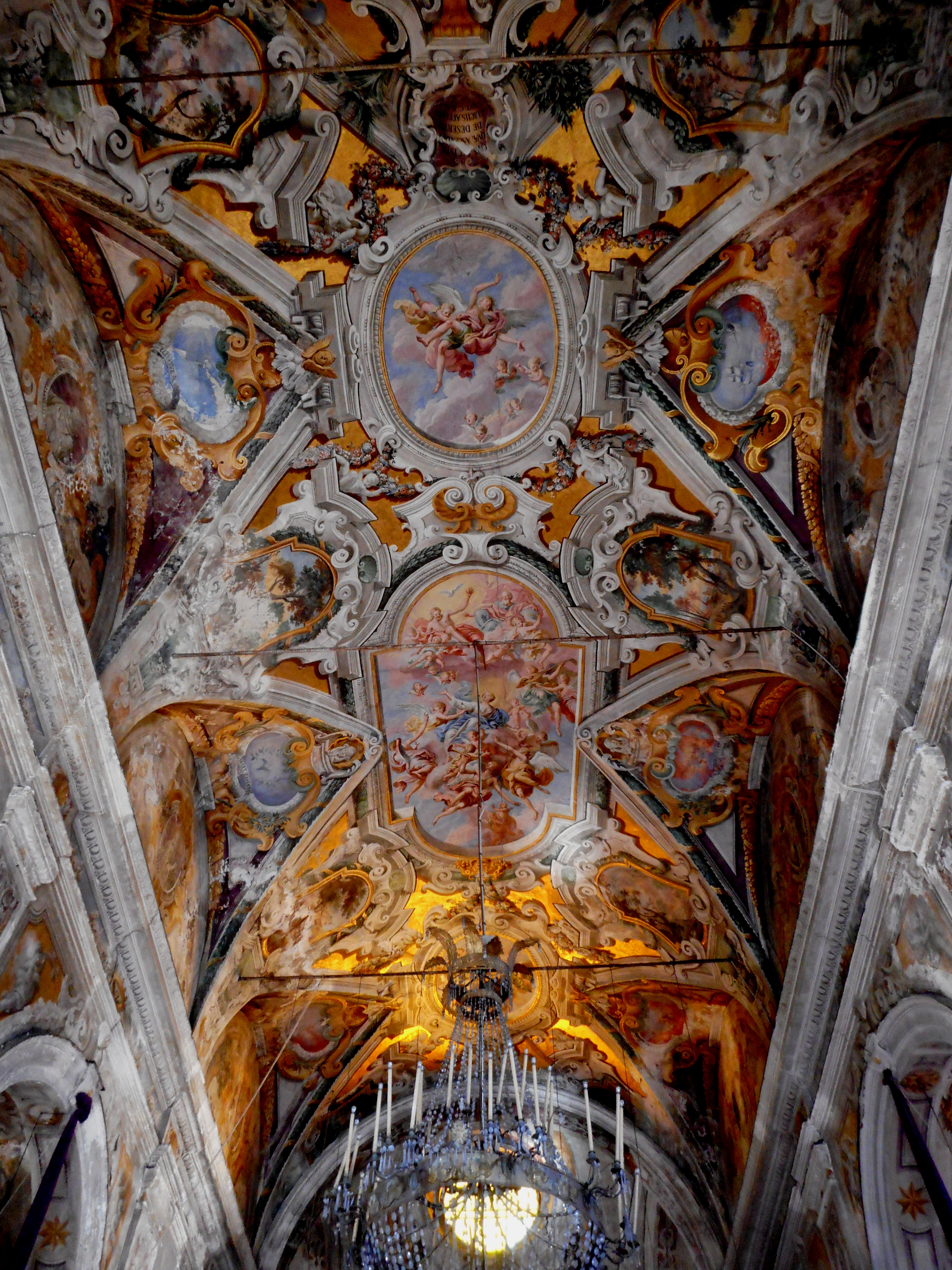
Volta.

L'interno della chiesa si compone di unica aula e due profonde cappelle laterali originariamente dedicate: a San Ranieri quella a destra, a San Torpè e a Sant'Evelino quella sinistra.
Nel 1725 le pareti sono state completamente decorate con stucchi e affreschi di Guglielmo Borremans. Il ciclo d'affreschi narra episodi di vita di San Ranieri. Elementi architettonici raccordano la volta alle pareti della navata. Nelle vele e nei riquadri sono dipinti paesaggi e tondi con immagini di Beati, di Sante Vergini Pisane.
- Navata destra:
  - Cappella di San Ranieri. Sull'altare la statua lignea della Madonna dei sette dolori. Una scritta in filo d'oro ricamata sopra il suo mantello ricorda che si tratta di un dono, datato 1932, della regina Elena del Montenegro moglie di Vittorio Emanuele III di Savoia;
    - Apparizione della Vergine a San Ranieri parete del presbiterio. Sulle pareti della cappella i quadroni raffiguranti il Battesimo di San Ranieri e L'annuncio del martirio a San Ranieri. San Ranieri e il leone parete navata.
- Navata sinistra:
  - Cappella di San Torpè e Sant'Evelino. Sull'altare è collocata la statua lignea della Madonna dei Canceddi del XVII secolo localmente chiamata "Santa Maruzza"; 
    - San Ranieri si appresta al martirio dipinto parete del presbiterio. Sulle pareti della cappella i quadroni raffiguranti Mosè compie il prodigio della trasformazione del bastone in serpente e il Sacrificio di Isacco. Martirio di Sant'Evelino parete navata.

L'abside squadrato presenta uno splendido altare settecentesco in legno. Sulla mensa un pregevole Crocifisso ligneo proveniente dalla Chiesa di Santa Maria di Gesù al Capo o «Santa Maruzza ri Canceddi», titolari del patrocinio la Confraternita di Maria Santissima dei Sette Dolori. I due angeli reggicandelabro provengono dalla chiesa dei Santi Cosma e Damiano di piazza Beati Paoli.
In passato sull'altare era documentato il quadro di Vincenzo degli Azani raffigurante Il martirio dei Soldati Sebasteni della XII Legione Fulminata, dipinto oggi custodito presso la Galleria Regionale Siciliana di «Palazzo Abatellis».

## Chiostro
Arcate ogivali caratterizzano il chiostro cinquecentesco che faceva parte di un complesso preesistente parzialmente demolito per far posto alla nuova chiesa dei Pisani.

## Confraternita di Maria Santissima dei Sette Dolori
- 1886, Costituzione della Confraternita di Maria Santissima dei Sette Dolori. In un angolo del chiostro è ubicata la sede del sodalizio.

## Ospedale dei Santissimi Quaranta Martiri de' Pisani
Struttura dipendente dalla chiesa di Santa Cita e nel 1603 passato ai Domenicani.